# Lord Jim (filme)
Lord Jim (em inglês:  Lord Jim) é um filme britano-estadunidense de 1965 dos gêneros ficção histórica e aventura, dirigido por Richard Brooks, e com roteiro baseado em livro homônimo de 1900, de Joseph Conrad. Esse livro já havia sido adaptado para o cinema (mudo) em 1925 por Victor Fleming.
O filme foi realizado no Shepperton Studios, na Inglaterra. Com locações em Angkor Wat, Camboja, Ilha Lantau, Hong Kong e Malacca, Malásia.

## Sinopse
Jim é um jovem fantasioso e de boa índole, que se alista na marinha mercante inglesa da Rainha Vitória em busca de aventura e glória. No entanto, um incidente com o navio S.S. Patna em que Jim era o primeiro-oficial, e no qual centenas de muçulmanos peregrinos foram abandonados à morte, arruina a carreira e os sonhos do inglês. Jim então se torna um errante de porto em porto, em busca de qualquer trabalho. Quando ele conhece o comerciante Stein, Jim tem a grande chance de resgatar a sua honra.
Stein foi traido por um bandido chamado de General, que se apossou de uma mina de estanho numa localidade de nome Patusan, e escravizou os nativos. Inconformado com a situação, Stein prepara um grande carregamento de armas e pólvora, destinados aos nativos rebeldes que pretendem confrontar o General. Mas Stein é velho e doente, ficando para Jim a responsabilidade de enviar as armas e a munição até Patusan, e liderar a revolta. A partir daí Jim irá ganhar o respeito dos nativos, que o chamarão de "Lorde Jim".
Mas o incerto caminho da redenção de Jim está apenas no início.

## Elenco
- Peter O'Toole…Lorde Jim
- James Mason…Cavalheiro Brown
- Curd Jürgens…Cornelius
- Eli Wallach…General
- Jack Hawkins…Marlow
- Paul Lukas…Stein
- Daliah Lavi…Menina
- Akim Tamiroff…Schomberg
- Juzo Itami…Waris
- Tatsuo Saito…Doramin
- Andrew Keir…Brierly
- Jack MacGowran…Robinson
- Eric Young…Malaio
- Noel Purcell…Capitão Chester
- Walter Gotell…Capitão do Patna